# Ashok-Alexander Sridharan

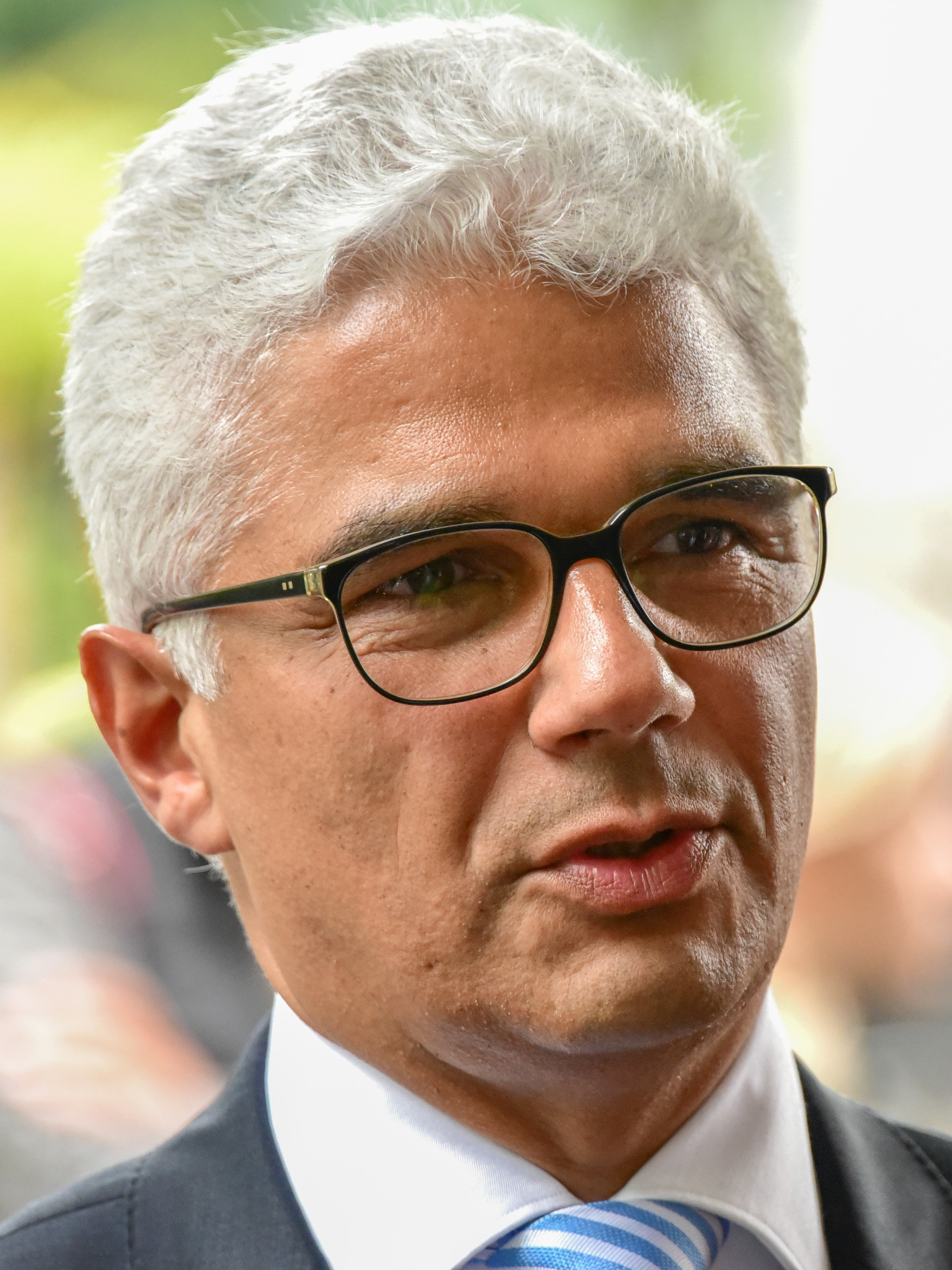
Ashok-Alexander Sridharan (2017)

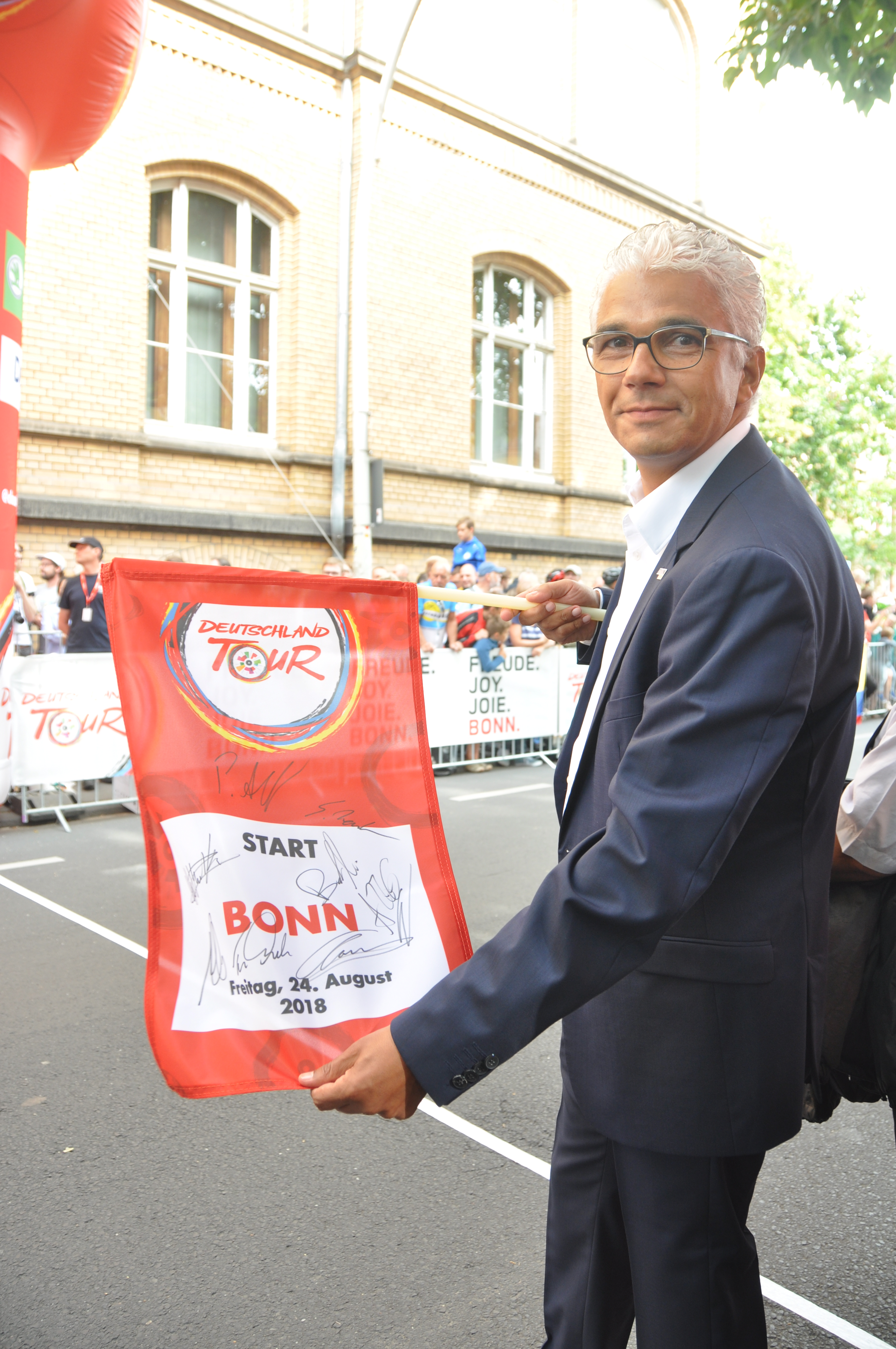
Sridharan mit der Startflagge zur zweiten Etappe der Deutschland Tour 2018

Ashok-Alexander Sridharan (* 15. Juni 1965 in Bonn) ist ein deutscher Jurist und ehemaliger Kommunalpolitiker (CDU). Vom 21. Oktober 2015 bis zum 31. Oktober 2020 war er Oberbürgermeister der Bundesstadt Bonn.

## Leben
Sridharans Vater Doraswamy stammt aus dem Süden Indiens und kam 1957 als Diplomat nach Deutschland; seine Mutter Margret stammt aus Bonn-Lengsdorf. Von 1969 bis 1981 lebte er in Frankfurt am Main. Sein Abitur legte er 1985 am Aloisiuskolleg in Bonn-Bad Godesberg ab. An der Rheinischen Friedrich-Wilhelms-Universität Bonn studierte er Rechtswissenschaft. Nach dem zweiten juristischen Staatsexamen war er von 1996 bis 2015 bei der Stadt Königswinter beschäftigt. 2002 wählte ihn der Stadtrat von Königswinter zum Ersten Beigeordneten und Kämmerer. Bis 2010 war er auch Dezernent für Finanzen, Schule, Sport, Kultur und Städtepartnerschaften. Von 2010 bis 2015 war Sridharan als Erster Beigeordneter weiterhin allgemeiner Vertreter des Bürgermeisters, Kämmerer und Dezernent für Personal, Organisation, IT und Controlling.
Seit Januar 2021 ist er Rechtsanwalt und Partner bei den Rechtsanwälten Busse & Miessen in deren Bonner Büro.
Sridharan ist katholisch und hat drei erwachsene Söhne. Er lebte lange in Bornheim-Widdig, kurz vor der Oberbürgermeisterwahl 2015 zog er nach Bonn um, wo er jetzt mit seiner Frau Alexandra auf dem Venusberg lebt.

## Politik
Von 1999 bis 2004 führte Sridharan den CDU-Ortsverband Hersel-Uedorf-Widdig.
Die Bonner CDU nominierte ihn im November 2014 als Kandidat für das Amt des Oberbürgermeisters. Am 13. September 2015 gewann er die Oberbürgermeisterwahl in Bonn, die im Zuge der Kommunalwahlen in Nordrhein-Westfalen 2015 stattfand. Im ersten Wahlgang wurde Sridharan mit 50,06 Prozent der Stimmen (bei 45,1 Prozent Wahlbeteiligung in Bonn) zum Nachfolger von Jürgen Nimptsch (SPD) gewählt. Sein Gegenkandidat Peter Ruhenstroth-Bauer (SPD) erhielt 23,7 Prozent der Stimmen. Der Grünen-Kandidat Tom Schmidt erhielt 22,1 Prozent. Die restlichen 4,1 Prozent verteilten sich auf drei weitere Bewerber.
Auf dem Kreisparteitag der CDU Bonn im November 2019 wurde Sridharan erneut als Kandidat für das Oberbürgermeisteramt nominiert. Bei der Kommunalwahl am 13. September 2020 erreichte er 34,5 Prozent der Stimmen und trat in der Stichwahl am 27. September gegen die Kandidatin der Grünen Katja Dörner an. Diese gewann Dörner mit 56,27 %, auf Sridharan entfielen 43,73 % der Stimmen. Seine Amtszeit endete am 31. Oktober 2020.
Von 2019 bis 2021 amtierte Sridharan gemeinsam mit Derya Çağlar, zunächst zusätzlich zu seinem damaligen Amt als Oberbürgermeister, als Vorsitzender der Fachkommission Integrationsfähigkeit der Bundesregierung, im September 2020 wurde er zum Mitglied der Konrad-Adenauer-Stiftung gewählt, der er bis Ende 2024 angehörte. Außerdem ist er Mitglied des Deutschen Juristentages, des Kuratoriums der Bonner Tenten-Stiftung und Vorsitzender des Vorstandes der Ignatianischen Schulstiftung.